# Primo
Edwin Carlos "Eddie" Colón (ur. 21 grudnia 1982) znany pod pseudonimem ringowym jako Primo – portorykański wrestler występujący po drafcie ze SmackDown! w rosterze RAW, tworzył Tag-team ze swoim bratem Carlito. Primo jest skocznym i dobrym technicznie zawodnikiem. Często występował w WWE Superstars.
Colón był mentorem AJ Lee w trzecim sezonie WWE NXT. Zdobył pasy Tag Team ze swoim kuzynem Epico.

## Styl walki
Finishery
- Backstabber (Double knee backbreaker) – adopted from his brother Carlito

Standardowe akcje
- Cannonball Twister (Diving or springboard crossbody)
- Diving headbutt, sometimes while springboarding
- Dropkick, sometimes from the top rope or while springboarding
- Elbow drop
- Falling headbutt
- Figure four leglock
- Hurricanrana
- Leapfrog body guillotine
- Leaping back elbow
- Leg drop, sometimes from the second rope
- Legsweep
- Neckbreaker
- Russian legsweep
- Scoop slam
- Slingshot senton
- Snap suplex
- Springboard brain chop
- Springboard senton
- Tornado DDT, sometimes while springboarding
- Turnbuckle climb into a rebounded corkscrew senton

## Osiągnięcia

### !BANG!
- !BANG! Television Tag Team Championship (1 raz) – z Carlito

### Florida Championship Wrestling
- FCW Florida Tag Team Championship (3 razy) – z Eric Perez

### World Wrestling Council
- WWC Puerto Rico Heavyweight Championship (5 razy)
- WWC Universal Heavyweight Championship (6 razy)
- WWC World Junior Heavyweight Championship (6 razy)
- WWC World Tag Team Championship (1 raz) – z Carlito

### World Wrestling Entertainment
- WWE Tag Team Championship (2 raz) – z Carlito(1), Epico(1)
- WWE World Tag Team Championship (1 raz) – z Carlito
- WWE Unifed Tag Team Championship (pierwsi posiadacze) (1 raz) – z Carlito